# Nível degenerado de energia
Em física, dois ou mais diferentes estados físicos são ditos ser degenerados se eles estão ao mesmo nível de energia. Estados físicos diferem entre si e somente se eles são linearmente independentes.
Em mecânica quântica isto é pertinente a configurações eletrônicas e níveis de energia dos elétrons, onde diferentes estados de ocupação possíveis podem ser relacionados por simetria. O uso do termo advém do fato que valores próprios correspondem a valores próprios do Hamiltoniano. Desde que valores próprios correspondem a raízes da equação característica, degenerescência aqui tem o mesmo significado que o uso matemático da palavra.
Se a simetria é quebrada por perturbação, tal como um campo elétrico externa, este pode mudar as energias dos estados, causando divisão do nível de energia.
O fenômeno deve-se na maior parte do tempo à uma simetria entre os estados. A ruptura externa ou espontânea da simetria leva à deterioração. O efeito Zeeman ou a estrutura fina do espectro atômico são exemplos de degenerescência.
Em eletromagnetismo, degenerescência refere-se a modos de propagação as quais existem a mesma frequência e propagação longitudinal constante. Como um exemplo, para a guia de onda retangular, o modo TEmn é degenerado ao modo TMmn se m e n são o mesmos para ambos deles.